# Brillantaisia grottanellii
Brillantaisia grottanellii är en akantusväxtart som beskrevs av Pichi-sermolli. Brillantaisia grottanellii ingår i släktet Brillantaisia och familjen akantusväxter. Inga underarter finns listade i Catalogue of Life.